# کریستوفر رابین میلن
کریستوفر رابین میلن (به انگلیسی: Christopher Robin Milne) (۲۱ اوت ۱۹۲۰ – ۲۰ مارس ۱۹۹۶) پسر نویسنده آ.آ. میلن بود. شخصیت کریستوفر رابین در داستان‌های وینی د پو و اشعار دو کتاب شعر از آثار پدرش، برگرفته از این فرد است.

## اوایل زندگی
کریستوفر رابین در خیابان 11 Mallord شهر چلسی لندن متولد شد در خیابانی که نویسنده آلن الکساندر میلن و دوروتی (موسوم به د Sélincourt) Milne) حضور داشتند.
او از Bessie Bashford که یک مامای آموزش دیده بود و در بیمارستان سنت بارتولومیو لندن کار می‌کرد، به دنیا آمد. مادر او به همراه پدرش کمتر از یک ماه قبل از به دنیا آمدن کریستوفر به لندن نقل مکان کرده بود.